# 風の駅
「風の駅」（かぜのえき）は、1977年10月25日発売された野口五郎の25枚目のシングルである。

## 概要
野口は新御三家の郷ひろみ・西城秀樹とともに、1977年末に放送された「第28回NHK紅白歌合戦」に出場し「風の駅」を披露した。
1978年1月19日に放送が開始されたTBSテレビ『ザ・ベストテン』第1回放送時に「風の駅」は第10位にランクインし、野口は同番組において最初にスタジオへ登場した歌手となった。

## 収録曲
- 全曲作詞：喜多條忠／作曲・編曲：筒美京平

1. 風の駅
2. 冬木立

## 参考資料
1. ↑  “風の駅”. GORO-NET. 2025年4月3日閲覧。
2. ↑  “NHK紅白歌合戦ヒストリー”. www.nhk.or.jp. 2025年4月3日閲覧。
3. ↑  『別冊ザテレビジョン『ザ・ベストテン～蘇る!80's ポップスHITヒストリー～』』角川インタラクティブ・メディア、2004年12月20日、46頁。ISBN 4-04-894453-3。